# Fondation royale
La Fondation royale ou Terre royale (en latin : Fundus Regius ; en hongrois : Királyföld ; en allemand : Königsboden ; en roumain : Glia Crăiască (ancien) ou Fondul regal (moderne)), ou parfois Pays saxon, Saxonie (en hongrois : Szászföld, en roumain : țara sașilor) est un ancien territoire de la principauté de Transylvanie au sein du royaume de Hongrie. Auparavant une zone peu peuplée, elle fut aménagée dès le milieu du XIIe siècle par des colons germaniques (les « Saxons de Transylvanie ») appelés par le roi Géza II. À partir de 1486, elle faisait partie des territoires autonomes de l'université saxonne de Transylvanie.

## Géographie
La Fondation royale est la donation par les rois de Hongrie aux colons germaniques dits « saxons » des terres transylvaines. Il s'agissait des subdivision territoriales appelées « sièges » (en hongrois : székek ; en allemand : Stühle) bénéficiant d'un statut spécifique, mentionnées pour la premi?ere fois dans un registre du 14 juillet 1439 : le siège principal de Hermannstadt (Sibiu) et les sept sièges dépendants de Broos (Orăștie), Mühlbach (Sebeș), Reußmarkt (Miercurea),  Schäßburg (Sighișoara), Leschkirch (Nocrich), Großschenk (Cincu) et Reps (Rupea). À cela se sont ajoutés les « Deux sièges » de Mediasch (Mediaș) et Schelk (Șeica) sur la rivière Târnava au nord. Parmi les autres pays saxons de Transylvanie figurent le pays de la Bârsa (Burzenland) autour de Kronstadt (Brașov) et le district de Bistritz (Bistrița) en Transylvanie du Nord. 
Ces entités administratives, appelées les « Sept sièges » (Sieben Stühle), forment une région étroite et allongée s'étendant sur 190 kilomètres de Broos dans l'ouest jusqu'à Reps dans l'est. Les habitants de la Fondation royale jouissaient de privilèges royaux en échange de la défense de la frontière des Carpates et de la construction d'infrastructures (ponts, tours, remparts, moulins…).

## Histoire
La Fondation royale est créée au XIIIe siècle par le roi André II de Hongrie et les privilèges des colons sont renforcés par le roi Mathias Corvin en 1486 à travers l'université saxonne de Transylvanie, qui étend les privilèges des sièges aux trois districts saxons (allemand : Gebiete der Siebenbürger Sachsen, en hongrois : Szász vármegyék, en roumain : Județele săsești) de Țara Bârsei-Burzenland autour de Brașov-Kronstadt, de Țara Chioarului-Kővárvidék autour de la cité homonyme et de Țara Năsăudului-Nösnerland-Naszód autour de  Bistrița-Bistritz-Beszterce.
La « Fondation royale » et l'« Université » disparaissent en 1784 lors de l'établissement des nouveaux Bezirke par l'empereur Joseph II d'Autriche. Après le Compromis austro-hongrois de 1867 qui supprime la principauté de Transylvanie, des comitats sont créés dans le cadre de la couronne hongroise, dont quelques-uns (notamment Bistritz-Nösnerland, Hermannstadt et Kronstadt) sont d'anciens sièges saxons. 

## Organisation administrative
| Nom du siège (szék)       | Nom du chef-lieu | Nom du chef-lieu                      | Nom du chef-lieu   |
| ------------------------- | ---------------- | ------------------------------------- | ------------------ |
| en hongrois               | en hongrois      | en saxon transylvain                  | en roumain         |
| Kőhalomszék               | Kőhalom          | Räppes                                | Rupea              |
| Nagysinkszék              | Nagysink         | Schoink                               | Cincu              |
| Segesvárszék              | Segesvár         | Schäsbrich                            | Sighișoara         |
| Szászsebesszék            | Szászsebes       | Melnbach                              | Sebeș              |
| Szászvárosszék            | Szászváros       | Brooss                                | Orăștie            |
| Szebenszék                | Nagyszeben       | Härmeschtat, siège principal (főszék) | Cibin, Sibiu       |
| Szerdahelyszék            | Szerdahely       | Ruzmargt                              | Miercurea Sibiului |
| Újegyházszék              | Újegyház         | Leuskyrch                             | Nocrich            |
| Fondés plus tardivement : |                  |                                       |                    |
| Medgyesszék               | Medgyes          | Medwesch                              | Mediaș             |
| Selykszék                 | Nagyselyk        | Marktschielken                        | Șeica              |

## Culture
Une caractéristique de l'architecture est l'église fortifiée.
Le dialecte propre (saxon transylvain) se rattache au groupe francique mosellan.